# Solanum chilliasense
Solanum chilliasense är en potatisväxtart som beskrevs av Carlos M. Ochoa. Solanum chilliasense ingår i släktet skattor som ingår i familjen potatisväxter. IUCN kategoriserar arten globalt som sårbar. Inga underarter finns listade i Catalogue of Life.